# Balclutha
Balclutha (лат.) — род цикадок из подсемейства Deltocephalinae.

## Описание
Имаго размером 3—5 мм. Окраска тела соломенно-желтый, зелёная или коричневая. Стройные, с закруглённой поперечной головой, которая с глазами обычно уже переднеспинки. Темя и переднеспинка с коричневыми или оранжевыми продольными полосами и пятнами. Передние крылья удлиненные.

## Классификация
В 1993 году на основании филогенетического анализа Найт и Уэбб поместили род в трибу Macrostelini. В дальнейшем это мнение было подтверждено другими авторами. В мировой фауне насчитывается около 100 видов, в том числе:
- Balclutha boica Wagner, 1950
- Balclutha brevis Lindberg, 1954
- Balclutha calamagrostis Ossiannilsson, 1961
- Balclutha chloris (Horváth, 1894)
- Balclutha frontalis (Ferrari, 1882)
- Balclutha hebe (Kirkaldy, 1906)
- Balclutha nicolasi (Lethierry, 1876)
- Balclutha pauxilla Lindberg, 1954
- Balclutha pellucens Horváth, 1909
- Balclutha punctata (Fabricius, 1775)
- Balclutha rhenana Wagner, 1939
- Balclutha saltuella (Kirschbaum, 1868)
- Balclutha tricolor (Gmelin, 1790)

## Распространение
Космополитный род.